# Amtsapotheke Nastätten
Die Amtsapotheke Nastätten ist eine Apotheke mit Sitz in Nastätten und war im Herzogtum Nassau Amtsapotheke. Der Altbau in der Poststraße 1 steht unter Denkmalschutz.

## Geschichte
Nastätten gehörte bis 1815 zur Niedergrafschaft Katzenelnbogen. Für den Teil der Niedergrafschaft, der an Nassau abgetreten wurde besaß Apotheker Seris Bertrand eine Konzession, die ihm ein Apothekenmonopol sicherte. Er betrieb daneben (seit 1814) die Apotheke in Langen-Schwalbach und eine Zweigapotheke in St. Goarshausen. Die letztere Konzession war bis 1818 befristet, die beiden anderen vererblich.
Bei Erlass des Medizialediktes 1818 wurde Bertrand zum Amtsapotheker des Medizinalamts Nastätten ernannt werden. Da aber nach den Grundsätzen des Ediktes kein Apotheker mehr als eine selbständige Apotheke besitzen sollte, so sollte der Apotheker Halberstadt seine Apotheke in Camberg aufgeben (Camberg war nicht Amtsort geworden, sondern Idstein) und die Apotheke in Langen-Schwalbach übernehmen. Nachdem die Verhandlungen scheiterten, behielt er vorläufig beide Apotheken bei. 
Seris Bertrand war Mitglied der Examinationskommission im Herzogtum und Berater der Landesregierung in Apothekenfragen. 1824 wurde er zum Medizinalassessor ernannt. Ab 1825 machte der spätere Landtagsabgeordneter Gustav Justi eine Apothekerausbildung in dem Amtsapotheke Nastätten. Im Jahr 1827 wurde Bertrand als Amtsapotheker nach Langen-Schwalbach versetzt und verkaufte 1828 die Amtsapotheke Nastätten an den Apotheker Johann Anton Geissler (1800–1879) aus Rüdesheim. Vorangegangen war ein Rechtsstreit, in dem Bertrand sein persönliches Privileg auf den Betrieb beider Apotheken durchsetzen wollte. Sein Sohn sollte die Nastätter Apotheke erben. Die Regierung stellte sich jedoch auf den Standpunkt, mit dem Medizinaledikt seien alle älteren Rechte erlöschen.
1848 übergab Johann Anton Geissler die Apotheke an seinen Sohn Johann Joseph Geissler, der zum Amtsapotheker ernannt wurde. Nach der Annexion Nassaus durch Preußen liberalisierte sich das Apothekenrecht. 1874 errichtete Geissler eine Filialapotheke in Miehlen. Die weiteren Apotheker in der Apotheke in Nastätten, die nun den Traditionsnamen Amtsapotheke führte, waren:
- Adolf Sutor-Wernich (1894–1904)
- A. Sendler (1904–1905)
- Ferdinand Linz (1905–1914)
- Ernst Schrader (1914–1921)
- Emil Döhmer (1921–1962)
- Horst Döhmer (Pächter), dessen Sohn (1962–1983)
- Rainer Dreis (seit 1983)

## Gebäude
Die Amtsapotheke hatte ihren Sitz in der Poststraße 1. 1957 wurde an der Rückseite ein Anbau errichtet und der Eingang in der die Römerstraße 7 verlegt. Das Gebäude Poststraße 1 steht unter Denkmalschutz.